# Хромець Віталій Леонідович
Хромець Віталій Леонідович (нар. 13 серпня 1979, м. Потсдам, Німеччина) — директор громадської організації Несторівський центр. Колишній ректор Університету Короля Данила (10.09. 2019 р. — 08.09.2020 р.). До 2019 р. — доцент кафедри богослов'я та релігієзнавства НПУ імені М. П. Драгоманова), доктор філософських наук. До кола інтересів належать: релігійна освіта, розвиток богословської освіти в Україні; удосконалення нормативно-правової бази у сфері вищої освіти; інтеграція в державну систему освіти закладів вищої духовної освіти, соціологія релігії, феноменологія релігії, теорія та методологія релігієзнавства.
27 грудня 2007 року захистив дисертацію на здобуття наукового ступеня кандидата філософських наук за спеціальністю 09.00.11 — релігієзнавство.
28 травня 2019 року захистив дисертацію на здобуття наукового ступеня доктора філософських наук за спеціальністю 09.00.11 — релігієзнавство.

## Біографія
У 1999 році отримав атестат про повну загальну середню освіту.
З 1999 по 2004 рік навчався на філософському факультеті Київського національного університету імені Тараса Шевченка (відділення релігієзнавства).
З 2004 по 2007 рік — аспірант кафедри релігієзнавства Київського національного університету імені Тараса Шевченка.
З 1 жовтня 2007 року і до 30 серпня 2019 працює на кафедрі богослов'я та релігієзнавства Національного педагогічного університету імені М. П. Драгоманова: з 1 жовтня 2007 року на посаді викладача, з 1 вересня 2008 року переведений на посаду старшого викладача, а з 1 вересня 2009 року — на посаду доцента.
З 1 жовтня 2008 до 31 жовтня 2013 року працював на посаді заступника директора з соціально-виховної роботи інституту філософської освіти і науки Національного педагогічного університету імені М. П. Драгоманова.
З 1 січня 2009 року до 31 жовтня 2013 року обіймав посаду заступника завідувача кафедри культурології Національного педагогічного університету імені М. П. Драгоманова.
З 1 жовтня 2013 року по 30 жовтня 2016 року був докторантом кафедри богослов'я та релігієзнавства Національного педагогічного університету імені М. П. Драгоманова.
З 1 вересня 2011 року і до 30 червня 2018 був викладачем кафедри богослов'я Київської духовної академії і семінарії.
З 2004 року і до цього часу є членом Молодіжної громадської організації «Майстерня академічного релігієзнавства».
З 1 вересня 2014 року і до 28 червня 2019 року є керівником секції релігієзнавства відділення філософії та суспільствознавства Київської Малої академії наук учнівської молоді.
З листопада 2014 року і до вересня 2016 був членом робочої групи Міністерства освіти і науки України по розробці підзаконних актів з процедури державного визнання документів про вищу освіту, наукові ступені та вчені звання, видані вищими духовними навчальними закладами.
З 12 квітня 2016 року і до 30 серпня 2019 року — Голова підкомісії (041) з богослов'я науково-методичних комісій вищої освіти Науково-методичної ради Міністерства освіти і науки України.
З вересня 2016 року і до вересня 2019 року був членом Комісії з державного визнання документів про вищу духовну освіту при Міністерстві освіти і науки України.
З серпня 2018 року і дотепер року — співзасновник та директор громадської організації «Несторівський центр».
З 4 вересня — професор кафедри богослов'я та суспільствознавчих дисциплін УКД.
10 вересня 2019 року — 8 вересня 2020 року — ректор Університету Короля Данила.

#### Наукові дослідження
2013—2019 — організатор дослідження релігійної толерантності серед учнів українських шкіл в межах проекту РЕДКо.
2013 — керівник дослідницької групи з питань релігійної освіти при Центрі дослідження релігії Національного педагогічного університету імені
М. П. Драгоманова.
2013 — організатор Всеукраїнського дослідження по виявленню релігійної толерантності серед учнівської молоді.

#### Членство в професійних організаціях
2004—2011 — МГО «Майстерня академічного релігієзнавства», віцепрезидент.

#### Запрошений лектор
- Інституту Св. Томи Аквінського, курс «Соціологія релігій»
- Євангельської теологічної семінарії, курс «Філософія релігії»
- Львівської богословської семінарії, курс «Філософія релігії»
- Полтавської духовної семінарії, курс «Філософія»

#### Проектна робота
2011—2014: член Core Resource Faculty проекту HESP ReSET «Іслам: релігійні та соціальні практики. Універсальне і локальне».
Березень-червень 2013 р. — учасник робочої групи при Комітеті науки і
освіти Верховної Ради України з розробки законопроекту No 2380а «Про внесення змін до деяких законів України» (щодо визнання документів про
освіту та наукові ступені, що видаються духовними навчальними закладами).

#### Викладач курсів
«Релігієзнавство», «Методика викладання релігієзнавства у ЗВО», «Теорія та методологія релігієзнавства», «Вступ до релігієзнавства», «Релігійна освіта та виховання», «Методика викладання богословських дисциплін», «Соціологія культури», «Культурна антропологія», «Методика викладання предметів духовного і морального спрямування».

#### Публіцистика
- Хромець В. Л. Сучасний дискурс богослов'я та богословської освіти в Україні / В. Л. Хромець // Наук. вісн. Нац. ун-ту біоресурсів і природокористування України. Серія «Гуманітарні студії». — 2018. — Вип. 295. — С. 126—134.
- Хромець В. Л. Поняття «богословська освіта» в релігієзнавчому осмисленні / В. Л. Хромець// Софія: гуманітар.-релігієзнав. вісн. — 2015. — № 2(4). — С. 64–69.
- Хромець В. Л. Форми отримання богословської освіти та їх розвиток в перспективі трансформацій богословської освіти майбутнього / В. Л. Хромець // Освітній дискурс: зб. наук. пр. — Київ: Вид-во «Гілея», 2018. — Вип. 7 : Гуманітарні науки. — C. 105—114.
- Хромець В. Л. Нормативно-правове врегулювання діяльності духовних закладів вищої освіти в умовах нового освітнього законодавства України / В. Л. Хромець // Освітній дискурс: зб. наук. пр. — Київ: Вид-во «Гілея», 2018. — Вип. 6–7 : Гуманітарні науки. — C. 104—116.
- Хромець В. Л. Об'єкт, предмет богослов'я та його розмежування з іншими сферами знання про релігію / В. Л. Хромець // Освітній дискурс: зб. наук. пр. — Київ: Вид-во «Гілея», 2018. — Вип. 5 : Гуманітарні науки. — C. 109—118.
- Khromets V. L. The Situation and Perspectives of Theological Education in Ukraine / Vitalii Khromets // Proceedings of the international conference «academic theology in a post-secular age». Delm — Development of Ecumenical Leadership in Mission Network with the support of ICCO — Kerk in Actie (Utrecht, Netherlands). Lviv 2013. — Pр.77–79.
- Хромец В. Л. Высшее религиозное образование в Украине: перспективы развития / В. Л. Хромец // Религиозные организации в общественном пространстве Беларуси и Украины: формирование механизмов партнерства. — Вильнюс: ЕГУ, 2014. — С. 218—222.
- Хромець В. Л. Поняття «богословська освіта» в релігієзнавчому осмисленні / В. Л. Хромець// Софія: гуманітар.-релігієзнав. вісн. — 2015. — № 2(4). — С. 64–69.
- Хромець В. Л. Теологическое образование в протестантских высших учебных заведениях Украины в контексте нового закона о высшем образования / В. Л. Хромець // Богословские размышления: евро-азиат. журн. богословия. — 2015. — Спец.вып. : Реформация. История и современность — С. 180—185.

#### Навчально-методичні праці
- Хромець В.Л, Християнство в історії та культурі України / Навчальна програма. Навчально-методичний комплекс фахової підготовки бакалаврів спеціальності 6.030100 «Релігієзнавство (практична психологія)» /За ред. В. Д. Бондаренка, І. І. Дробота. — К.: НПУ імені М. П. Драгоманова, 2008. — 473 с.
- Хромець В. Л. Релігієзнавча думка в Україні / Навчальна програма. Навчально-методичний комплекс фахової підготовки бакалаврів спеціальності 6.030100 «Релігієзнавство (практична психологія)» /За ред. В. Д. Бондаренка, І. І. Дробота. — К.: НПУ імені М. П. Драгоманова, 2008. — 473 с.

#### Науковий редактор
- Мірча Еліаде як класик світового релігієзнавства. Збірник наукових статей / Наук. ред. Л. Филипович, В.Хромець. — К.: «ПАРАПАН», 2007. — С. 130—142.

#### Редакційна колегія
- Релігієзнавчі нариси. Донецьк: Норд-Пресс, 2010. — 188 с.
- Простір гуманітарної комунікації: трансформації академічного дискурсу: збірник матеріалів Міжнародної науково-практичної конференції / упорядники В. Л. Хромець та А. Е. Дробович, редакція К. Рассудіна та І. Скінтей. — К.: Вид-во НПУ імені М. П. Драгоманова, 2010. — 296 с.
- Член редакційної колегії журналу Молодіжної асоціації релігієзнавців «Релігієзнавчі нариси».

#### Відповідальний секретар
Державно-конфесійні відносини в Україні: сучасний стан та тенденції розвитку / За ред. В. Д. Бондаренка та І. М. Мищака. — К.: Видавництво НПУ ім. М. П. Драгоманова, 2012. — 518 с.